# Begheyjān
Begheyjān (persiska: بَقيجان, بغیجان, Baghījān, Baqījān, Begaijān) är en ort i Iran.   Den ligger i provinsen Kerman, i den centrala delen av landet, 700 km sydost om huvudstaden Teheran. Begheyjān ligger 1 867 meter över havet och antalet invånare är 160.
Terrängen runt Begheyjān är lite bergig. Runt Begheyjān är det glesbefolkat, med 13 invånare per kvadratkilometer. Närmaste större samhälle är Bāb Abdān, 19,8 km väster om Begheyjān. Trakten runt Begheyjān är ofruktbar med lite eller ingen växtlighet.